# Zrůbek
Zrůbek je osada patřící k části Hrachov obce Svatý Jan v okrese Příbram, která leží v místech zatopeného Vltavského přívozu.
Zrůbek byl původně ostroh nad soutokem Vltavy a říčky Brziny poblíž Hřiměždic. Stála zde srubová stavba k ochraně přívozu. Od sroubku převzala osada jméno Zrůbek. Ve 14. století byla srubová stavba přestavěna na kamennou stavbu věžovitého tvaru. Zrůbek měl kromě přívozu i oblíbenou hospodu. Přívoz byl součástí silnice Sedlčany–Dobříš. Byl vybaven pramicí a prámem pro nákladní přepravu. Přívoz měl lano s gránikem a kladkou. Po vybudování mostu u Vestce sloužil již jenom pro osobní přepravu a po zatopení slapským přehradním jezerem zcela zanikl.
V současné době tvoří osadu Zrůbek restaurace U Fárů čp. 59 (dříve též motorest) a domy čp. 75 a 81. Nachází se zde autobusová zastávka „Svatý Jan, Zrůbek“, parkoviště, několik turistických chat na druhém břehu Brziny a půjčovna lodí. Nedaleko je také rozcestí zelené a modré turistické trasy. Silnice I/18 zde překračuje vzedmuté ústí Brziny, na druhé straně mostu se nachází samota Hrad se dvěma domy patřícími k části Líchovy obce Dublovice.

## Galerie

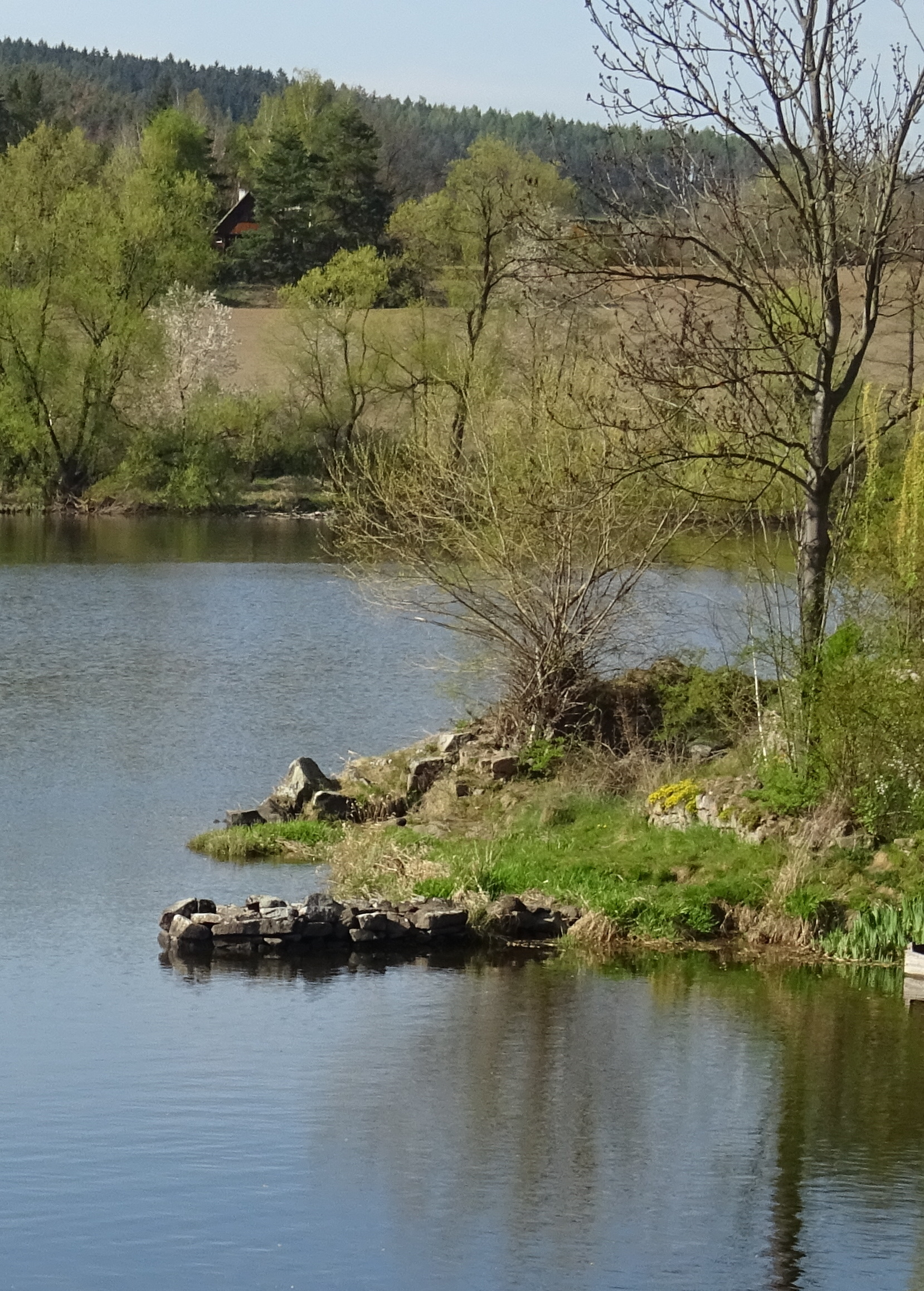
Struktury na břehu u bývalé tvrze Zrůbek
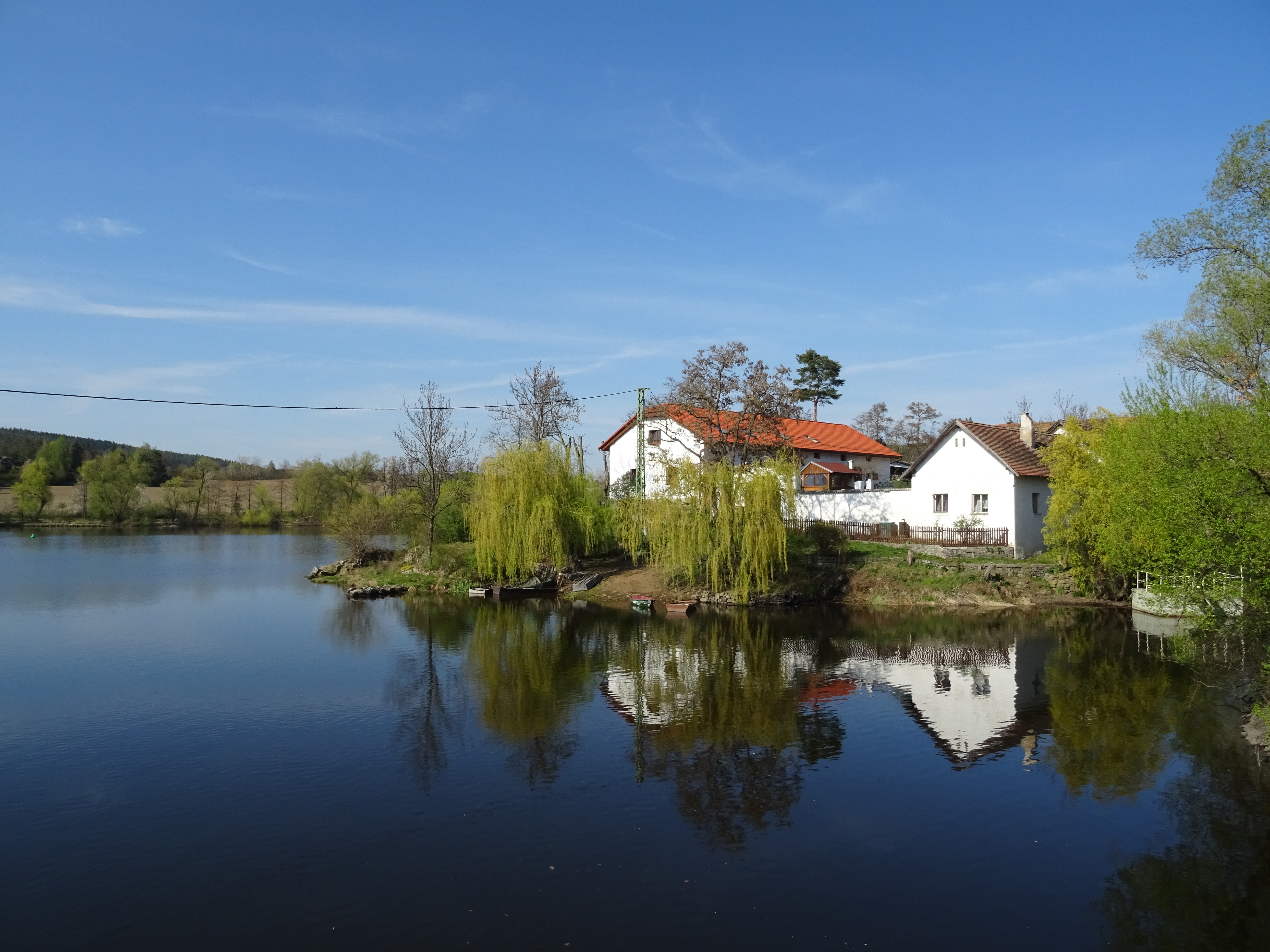
Stavení na místě bývalé tvrze Zrůbek, dnes lokalita Hrad
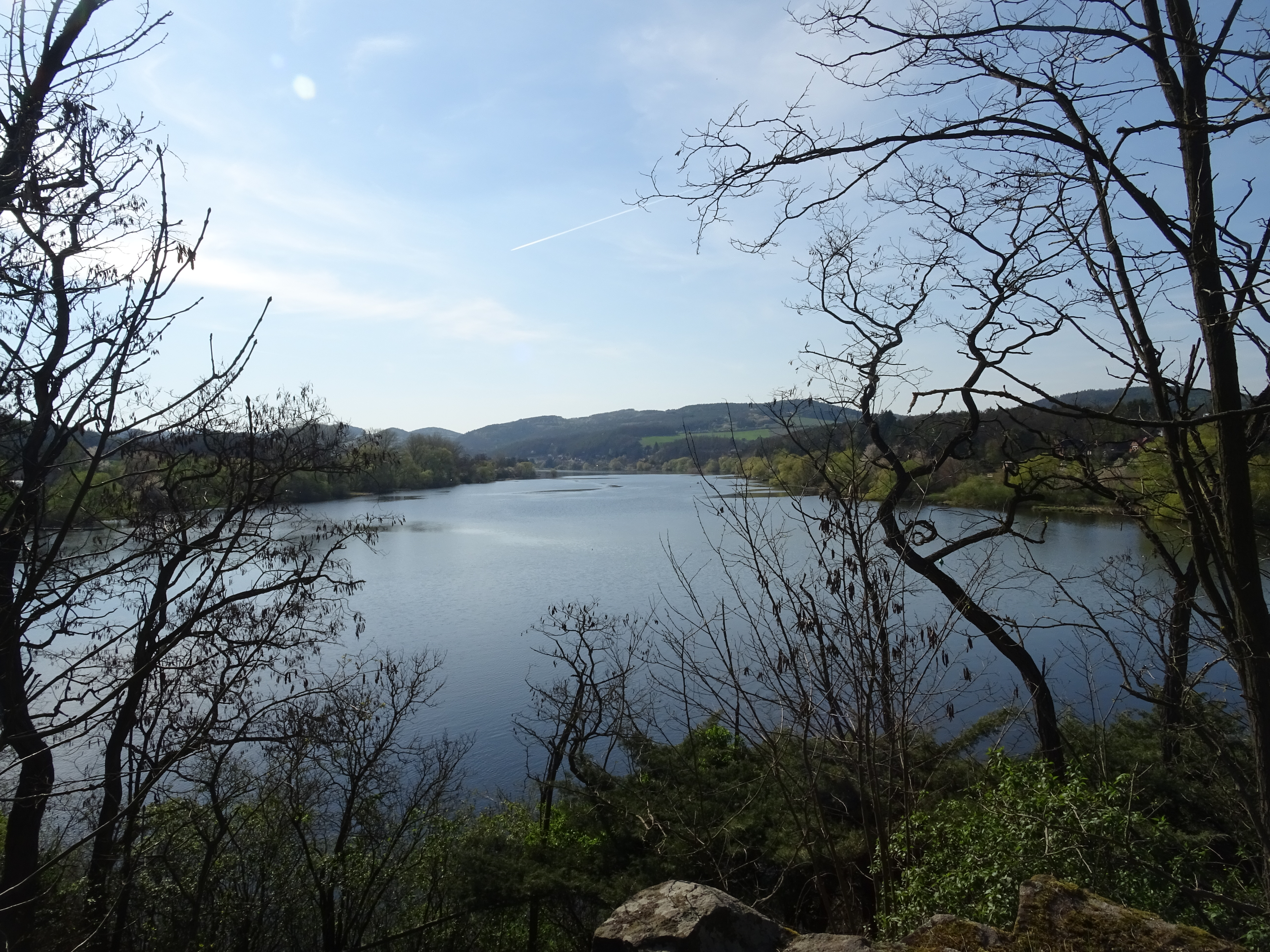
Pohled na Vltavu ze Zrůbku
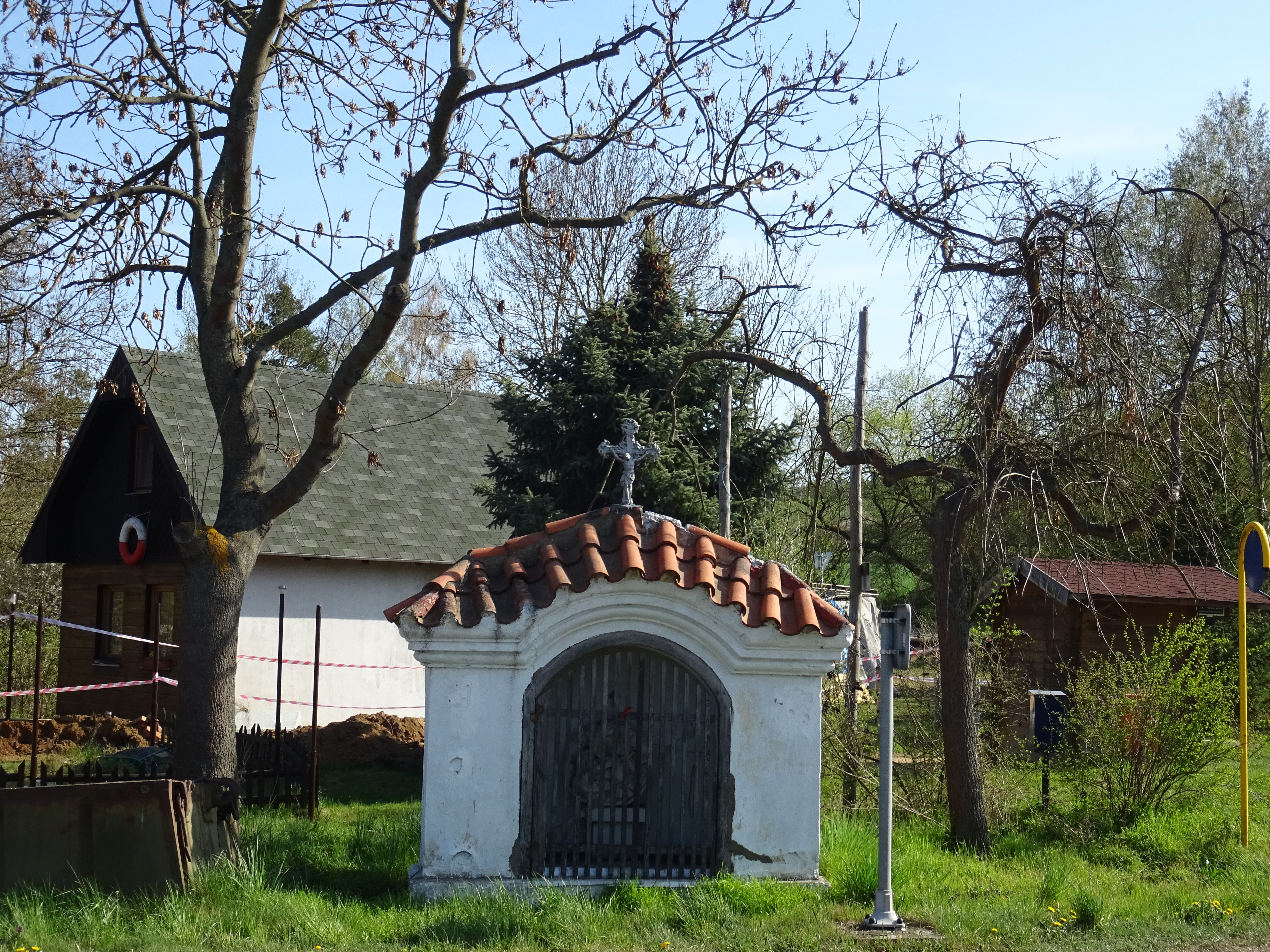
Kaplička